# Manolo Poulot
Manolo Poulot Ramos, (* 28. června 1974 Guantánamo, Kuba) je bývalý kubánský zápasník – judista, majitel bronzové olympijské medaile z roku 2000.

## Sportovní kariéra
S judem začal v 7 letech v Santiagu. V kubánské reprezentaci se začal prosazovat vedle Israela Hernándeze, kterému dělal sparring. V roce 1996 na olympijských hrách v Atlantě ještě neuspěl, ale v roce 2000 odjížděl na olympijské hry v Sydney jako aktuální mistr světa. V semifinále svedl vyrovnanou bitvu s obhájcem titulu Tadahiro Nomurou, po půl minutě boje se ujal zápasnickým chvatem vedení na koku, Nomura odpověděl po další minutě výpadem seoi-nage za juko, v dalším průběhu se mu podařilo získat druhou koku, která však na vítězství a postup do finále nestačila. V souboji o třetí místo porazil Kazacha Bazarbeka Donbaje a získal bronzovou olympijskou medaili. Sportovní kariéru ukončil po vleklých zdravotních potížích v roce 2003.

### Vítězství
- 1996 – 1x světový pohár (Leonding)
- 1998 – 2x světový pohár (Mnichov, Řím)
- 1999 – 1x světový pohár (Řím)
- 2000 – 1x světový pohár (Řím)
- 2002 – 1x světový pohár (Budapešť)

## Výsledky
| Turnaj                  | 1994            | 1995            | 1996            | 1997            | 1998            | 1999            | 2000            | 2001            |
| Turnaj                  | 20              | 21              | 22              | 23              | 24              | 25              | 26              | 27              |
| Turnaj                  | superlehká váha | superlehká váha | superlehká váha | superlehká váha | superlehká váha | superlehká váha | superlehká váha | superlehká váha |
| ----------------------- | --------------- | --------------- | --------------- | --------------- | --------------- | --------------- | --------------- | --------------- |
| Olympijské hry          |                 |                 | úč.             |                 |                 |                 | 3.              |                 |
| Mistrovství světa       |                 | úč.             |                 | úč.             |                 | 1.              |                 | úč.             |
| Panamerické hry         |                 | 2.              |                 |                 |                 | 1.              |                 |                 |
| Panamerické mistrovství | 1.              |                 | 1.              | 1.              | 1.              | —               | —               | —               |